# Баллу, Эдин
Эдин (Адин) Баллу (англ. Adin Ballou; 23 апреля 1803, Камберленд, Род-Айленд — 5 августа 1890) — американский священник, аболиционист, христианский анархист, всю свою жизнь посвятивший проповеди непротивления.

## Ранние годы
Родился в семье фермера, с детства увлекся религией. В 1821 году стал священником, исповедовал унитарианство .

## Непротивление злу насилием
Учение о непротивлении злу насилием раскрылось Баллу во всей его гармонии и полноте в 1838 году. Он становится приверженцем христианского непротивления, но не слепым и иррациональным в своём поведении, а с твёрдым убеждением в том, что истинное христианское непротивление — это не пассивность, не безразличие к тем, кто делает зло, а воздержание от любого применения вредной, неблаготворной силы, как и от любого действия, слова, чувства по отношению к делающим зло, если всё это может нанести вред их телу, разуму или духу. В том же, 1838 году, Баллу был принят и опубликован «Образец практического христианства».

## Община
В 1842 году Баллу с тридцатью последователями организовал в городе Милфорд в штате Массачусетс общину Хоупдейл (Долина Надежды), чтобы люди в ней жили и работали на основе подлинно христианских принципов равенства. «Это было строго практическое христианское движение, — писал унитарианский пастор и ученик Баллу Ж. Л. Уилсон (1858—1921), — вдохновлённое учением Нового Завета. Они стремились осуществлять на практике такие заповеди Христа, как — не противься злому, возлюби врагов своих и т. д.». В течение первых четырнадцати лет община процветала, увеличилось число её членов до трёхсот человек. Все они размещались в пятидесяти домах на пятидесяти акрах земли, с часовней, библиотекой, школой, магазинами. По словам членов общины, это была удивительно красивая деревня с хорошими, аккуратными улицами и домами. Капитал общины составлял девяносто тысяч долларов.
Жена Баллу Люси помогала составлять и редактировать работы своего мужа, сын Эдин Аугустус работал в типографии и издавал информационный бюллетень, дочь Эбби преподавала в школе в Hopedale.
В течение ряда лет Баллу путешествовал по Новой Англии, читая лекции по теории христианского непротивления и практическому применению этих идей. В 1843 году он становится президентом «Общества Непротивления Новой Англии».
Баллу прочёл ряд лекций против рабства: в 1846 году — в Пенсильвании, а в 1848 году — в Нью-Йорке, на протяжении ряда лет сотрудничал с У. Л. Гаррисоном, основателем «Американского Общества борьбы с рабством».

## Последние годы
К 1856 году из-за финансовых и моральных трудностей община была распущена. Собственность общины была приобретена наиболее богатыми её членами, и с тех пор община в Hopedale стала обыкновенной деревней, а сам Баллу — обычным священником.
Но её основатель выдержал все невзгоды и потрясения, продолжая в течение многих лет с немногими последователями осуществлять на практике те великие идеи, на которых и была основана община. Из-под пера Баллу вышел целый ряд книг и брошюр. Список опубликованных работ насчитывает пятьдесят названий, среди них — «Христианское непротивление» (1846), «Практический христианский социализм» (1854) и др.
В последние годы Баллу был сосредоточен на написании заключительного труда своей жизни — «Автобиографии», в предисловии к которой он пишет: «Я не был человеком, жизнь которого сопровождает успех, а скорее во многих отношениях — неудачником. И не потому, что мои усилия, принципы, идеалы и планы были предосудительны и недостойны, а потому, что они предвосхищали условия и средства, необходимые для их достижения. Мои надежды были слишком настойчивы и оптимистичны, моя цель была слишком высока для немедленной реализации и мой путь был омрачён разочарованием и печалью».

## Л. Н. Толстой об Э. Баллу
Лев Николаевич Толстой, находившийся с Эдином Баллу в переписке, назвал его одним из истинных апостолов нового времени. Книги и брошюры Э. Баллу, хранящиеся в яснополянской библиотеке, позволяют нам составить представление о масштабах его личности, размахе религиозно-общественной деятельности и, конечно, в первую очередь — осмыслить интерес Толстого к его духовному пути и проповеди непротивления. «В сочинениях этих, прекрасных по ясности и красоте изложения, вопрос рассмотрен со всех возможных сторон», — так написал Лев Николаевич в своём сборнике «Круг чтения», представляя читателю фрагмент из «Катехизиса непротивления» Э. Баллу.
Дневниковые записи американского пацифиста, включенные в последние главы его «Автобиографии», свидетельствуют о его преимущественном интересе к творчеству русского писателя. Первое упоминание о Толстом появилось в дневнике Баллу 16 февраля 1886 г. На страницах американского журнала «Arena» за 1890 г., хранящегося в яснополянской библиотеке, Л. Уилсон опубликовал почти полностью переписку Толстого и Баллу, тем самым дав возможность читателю сравнить, как два последователя учения о непротивлении злу насилием смотрят на это учение. Несмотря на некоторые расхождения во взглядах, которые прояснились в результате переписки, оба с глубоким уважением относились друг к другу, и только смерть Эдина Баллу помешала дальнейшему развитию их духовного общения.
После смерти Баллу Толстой, не считая их разногласия принципиальными, поднимаясь над ними и видя лишь то главное, что объединяло их в едином стремлении практического осуществления христианского учения, настойчиво пропагандировал труды Баллу, хлопотал о переводе и издании одной из самых важных его книг — «Христианское непротивление». Эпистолярный диалог о теории и практике непротивления, состоявшийся между Толстым и Баллу, позволяет говорить об определённой общности, близости религиозных и этических взглядов, которые предопределили глубочайший интерес и уважение Толстого к Баллу на протяжении последних двух десятилетий его жизни.

## Цитаты
- «…один человек не должен убивать. Если он убил, он преступник, он убийца. Два, десять, сто человек, если они делают это, — они убийцы. Но государство или народ может убивать, сколько он хочет, и это не будет убийство, а хорошее, доброе дело. Только собрать побольше народа, и бойня десятков тысяч людей становится невинным делом. Но сколько именно нужно людей для этого?»
- «…следовать учению непротивления трудно, но легко ли следовать учению борьбы и возмездия?… прочтите описание одного из тех ста тысяч сражений, которые вели люди в угоду закона борьбы. На этих войнах убито несколько миллиардов людей, так что в каждом из тех сражений загублено больше жизней, перенесено больше страданий, чем бы их накопилось веками по причине непротивления злу».

## Сочинения
- Балу А. «Учение о христианском непротивлении злу насилием». М., «Посредник», 1908.
- Балу А. «Катехизис непротивления» и фрагменты других произведений Архивная копия от 12 декабря 2020 на Wayback Machine
- Баллу Э. и Толстой Л. Н. «Переписка» (1889—1890) Архивная копия от 7 марта 2016 на Wayback Machine // «Неизвестный Толстой в архивах России и США», М., АО «ТЕХНА-2», 1994